# CFU-Meg
CFU-Meg, или КОЕ-Мег, или промегакариобласт, «мегакариоцитарная колониеобразующая единица» — это гемопоэтическая стволовая клетка, самый ранний предшественник мегакариоцитарного (тромбоцитарного) ростка кроветворения, непосредственный предшественник мегакариобластов, которые затем превращаются в промегакариоциты и затем в мегакариоциты. В свою очередь, CFU-Meg (промегакариобласты) происходят от общего миелоидного предшественника (CFU-GEMM, промиелобласта).
Некоторые источники предпочитают термины «CFU-Mega» («КОЕ-Мега») или «CFU-Me» («КОЕ-Ме»).